# Avanaida – Todesbiss der Satansviper
Avanaida – Todesbiss der Satansviper (Alternativtitel: Der Biß – Avanaida – Todesbiß der Satansviper, Originaltitel: Spasms) ist ein kanadischer Horrorfilm des Regisseurs William Fruet aus dem Jahr 1983. Er wurde nach dem Roman „Death Bite“ von Michael Maryk und Brent Monahan verfilmt.

## Handlung
Der Großwildjäger Kincaid wurde vor Jahren von einer gigantischen Viper, die auf einer Pazifikinsel haust, gebissen und überlebte. Seitdem verfügt er über eine telepathische Verbindung zur Schlange: Er sieht durch ihre Augen und wird von alptraumhaften Visionen geplagt. Um den Fluch, der auf ihm lastet, zu beenden, will er die Schlange töten. Er lässt sie einfangen und zu ihm in die Großstadt bringen. Im Hafen angelaufen, entkommt die Viper und bewegt sich in Richtung Stadt. Kincaid, der durch die Augen der Schlange sieht, muss bald feststellen, dass das Monster auf der Suche nach ihm ist. Seine Tochter Suzanne will ihm helfen und macht sich auf die Jagd. Am Ende wird Kincaid genauso wie die Schlange getötet.

## Wissenswertes
- Das Budget betrug etwa 4,900,000 CAD.
- Kurz bevor der Film fertiggestellt war, ging das Budget aus, und es wurden einige Szenen zum Schluss doppelt verwendet, um den Film auf eine akzeptable Lauflänge zu bringen.
- In einer kurzen Szenen ist die Maske aus dem japanischen Horrorfilm Onibaba – Die Töterinnen zu sehen.

## Kritik
„Geschickt gefertigter Horrorfilm mit sehr spekulativen Schockszenen.“